# Liga de Campeones de la Concacaf 2019
La Liga de Campeones de la Concacaf 2019 o simplemente Liga de Campeones de la Concacaf Scotiabank por razones de patrocinio, fue la undécima edición de la Liga de Campeones de la Concacaf (Champions League) bajo su actual nombre y en general la 54.ª edición de la principal competición a nivel de clubes organizada por la Concacaf; el organismo regulador del fútbol en América del Norte, América Central y el Caribe.
Por primera ocasión en la competición, la final se disputó entre dos equipos de una misma ciudad, siendo esta Monterrey, con Tigres y Monterrey en el Clásico Regiomontano.
El campeón del certamen, el Club de Fútbol Monterrey, representó a la región en la Copa Mundial de Clubes 2019.

## Sistema de competición
En la Liga de Campeones de la Concacaf 2019 participarán el campeón de la Liga Concacaf 2018, los campeones de Costa Rica, El Salvador, Guatemala, Honduras y Panamá, el campeón del Campeonato de Clubes de la CFU, el campeón de Canadá, y cuatro equipos de México y Estados Unidos.
Se utilizará el sistema de rondas eliminatorias, desde octavos de final hasta llegar a la final, todas en formato ida y vuelta. En las rondas de octavos de final hasta semifinales rige la regla del gol de visitante, la cual determina que el equipo que haya marcado más anotaciones como visitante gana la eliminatoria si hay empate en la diferencia de goles. En caso de estar la eliminatoria empatada tras los 180 minutos de ambos partidos, la serie se decidirá en una tanda de penaltis.
El club vencedor de la final y por lo tanto Campeón, será aquel que en los dos partidos anote el mayor número de goles. En caso de empate en el total de goles, no se aplicará la regla del gol de visitante, se jugará una prórroga. Y si aún persiste el empate se realizará una tanda de penales.
Para los octavos de final, los clubes que fueron sorteados del Bombo 1 (enumerados primeros) jugarán como visitantes primero, y luego serán los anfitriones en el partido de vuelta.
Los ganadores de las series 1, 3, 5 y 7, serán sede para los partidos de vuelta de los cuartos de final. Para las semifinales, los clubes serán clasificados de acuerdo su desempeño (puntos ganados, diferencia de goles y goles anotados) en los octavos y cuartos de final, utilizando el procedimiento de desempate del campeonato.
El club mejor clasificado en cada serie de semifinales será sede del partido de vuelta. El mismo procedimiento de desempate se aplicará para determinar quién será sede del partido de vuelta de las finales.
El conjunto ganador de la confederación se garantiza un lugar hacia la Copa Mundial de Clubes 2019.

### Asignación de equipos por asociación
| Federación     | Cupos |
| -------------- | ----- |
| México         | 4     |
| Estados Unidos | 4     |
| Costa Rica     | 1     |
| Honduras       | 1     |
| Guatemala      | 1     |
| Panamá         | 1     |
| El Salvador    | 1     |
| Canadá         | 1     |
| Nicaragua      | -     |
| Belice         | -     |
| Caribe         | 1     |
| Liga Concacaf  | 1     |
| Total          | 16    |

## Calendario
| Fase         | Ronda            | Ida                      | Vuelta                   |
| ------------ | ---------------- | ------------------------ | ------------------------ |
| Eliminatoria | Octavos de final | 19–21 de febrero de 2019 | 26–28 de febrero de 2019 |
| Eliminatoria | Cuartos de final | 5–6 de marzo de 2019     | 12–14 de marzo de 2019   |
| Eliminatoria | Semifinales      | 3–4 de abril de 2019     | 10–11 de abril de 2019   |
| Eliminatoria | Final            | 23 de abril de 2019      | 1 de mayo de 2019        |

## Equipos participantes
| Federación                   | Equipo                                                       | Vía de clasificación |
| ---------------------------- | ------------------------------------------------------------ | --- |
| Estados Unidos 4 plazas      | Atlanta United New York Red Bulls Kansas City Houston Dynamo | Campeón de la MLS Cup 2018 Ganador de la MLS Supporters' Shield Campeón Lamar Hunt U.S. Open Cup 2017 Campeón Lamar Hunt U.S. Open Cup 2018 |
| México 4 plazas              | Tigres UANL Monterrey Santos Laguna Toluca                   | Campeón del Torneo Apertura 2017 Subcampeón del Torneo Apertura 2017 Campeón del Torneo Clausura 2018 Subcampeón del Torneo Clausura 2018   |
| Costa Rica 2 plazas          | Saprissa Herediano                                           | Mejor Campeón de la Primera División de Costa Rica 2017-2018 Campeón de la Liga Concacaf 2018                                               |
| Guatemala 1 plaza            | Guastatoya                                                   | Ganador del Repechaje de la Liga Nacional para la Liga de Campeones de la Concacaf 2019                                                     |
| El Salvador 1 plaza          | Alianza                                                      | Bicampeón y líder de la tabla acumulada de la Primera División de El Salvador 2017-18.                                                      |
| Honduras 1 plaza             | Marathón                                                     | Mejor Campeón de la Primera División de Honduras 2017-18                                                                                    |
| Panamá 1 plaza               | Independiente                                                | Mejor Campeón de la Primera División de Panamá 2017-18                                                                                      |
| Canadá 1 plaza               | Toronto                                                      | Campeón del Campeonato Canadiense 2018 |
| República Dominicana 1 plaza | Pantoja                                                      | Campeón del Campeonato de Clubes del Caribe 2018                                                                                            |

### Localidad de los equipos
Distribución geográfica de las sedes de los equipos.

### Datos y estadísticas
| Equipo             | Ciudad                              | 1.ª participación | Títulos | Estadio                 | Aforo  | Kit          |
| ------------------ | ----------------------------------- | ----------------- | ------- | ----------------------- | ------ | ------------ |
| Alianza            | San Salvador, El Salvador           | 1967              | 1       | Cuscatlán               | 53.300 | Umbro        |
| Independiente      | La Chorrera, Panamá                 | 2019              | 0       | Agustín Muquita Sánchez | 3.000  | Everlast     |
| Kansas City        | Kansas City, Estados Unidos         | 2013-14           | 0       | Children's Mercy Park   | 18.467 | Adidas       |
| Houston Dynamo     | Houston, Estados Unidos             | 2007              | 0       | BBVA Compass Stadium    | 22.000 | Adidas       |
| New York Red Bulls | Harrison, Estados Unidos            | 2009-10           | 0       | Red Bull Arena          | 25.189 | Adidas       |
| Atlanta United     | Atlanta, Estados Unidos             | 2019              | 0       | Mercedes-Benz Stadium   | 71.000 | Adidas       |
| Toronto            | Toronto, Canadá                     | 2009-10           | 0       | BMO Field               | 30.000 | Adidas       |
| Marathón           | San Pedro Sula, Honduras            | 1974              | 0       | Yankel Rosenthal        | 11.000 | Joma         |
| Pantoja            | Santo Domingo, República Dominicana | 2019              | 0       | Olímpico Félix Sánchez  | 27.000 | Walon        |
| Monterrey          | Guadalupe, México                   | 1975              | 3       | BBVA Bancomer           | 53.500 | Puma         |
| Tigres UANL        | San Nicolás de los Garza, México    | 1979              | 0       | Universitario           | 41.615 | Adidas       |
| Toluca             | Toluca, México                      | 1968              | 2       | Nemesio Díez            | 31.000 | Under Armour |
| Santos Laguna      | Torreón, México                     | 1995              | 0       | TSM Corona              | 30.000 | Charly       |
| Saprissa           | San José, Costa Rica                | 1963              | 3       | Ricardo Saprissa        | 23.000 | Kappa        |
| Herediano          | Heredia, Costa Rica                 | 1962              | 0       | Eladio Rosabal Cordero  | 8.700  | Umbro        |
| Guastatoya         | Guastatoya, Guatemala               | 2019              | 0       | David Cordón            | 4.000  | Demos Pro    |

### Definición de bombos
| Bombo   | #  | Cupo | 2013-14 | 2014-15 | 2015-16 | 2016-17 | 2018 | Total | Equipo             |
| ------- | -- | ---- | ------- | ------- | ------- | ------- | ---- | ----- | ------------------ |
| Bombo 1 | 1  | MEX3 | 29      | 32      | 23      | 15      | 17   | 116   | Monterrey          |
| Bombo 1 | 2  | MEX1 | 22      | 11      | 33      | 27      | 12   | 105   | Tigres UANL        |
| Bombo 1 | 3  | MEX2 | 10      | 16      | 20      | 30      | 29   | 105   | Santos Laguna      |
| Bombo 1 | 4  | CAN1 | 10      | 23      | 8       | 22      | 21   | 84    | Toronto            |
| Bombo 1 | 5  | USA3 | 11      | 13      | 16      | 20      | 17   | 77    | New York Red Bulls |
| Bombo 1 | 6  | MEX4 | 29      | 9       | 18      | 10      | 9    | 75    | Toluca             |
| Bombo 1 | 7  | USA4 | 16      | 20      | 16      | 8       | 5    | 65    | Houston Dynamo     |
| Bombo 1 | 8  | USA1 | 17      | 11      | 14      | 11      | 11   | 64    | Atlanta United     |
| Bombo 2 | 9  | PAN1 | 15      | 4       | 10      | 20      | 8    | 57    | Independiente      |
| Bombo 2 | 10 | USA2 | 13      | 9       | 13      | 14      | 7    | 56    | Kansas City        |
| Bombo 2 | 11 | CRC1 | 19      | 12      | 10      | 8       | 5    | 54    | Saprissa           |
| Bombo 2 | 12 | HON1 | 11      | 15      | 10      | 11      | 5    | 52    | Marathón           |
| Bombo 2 | 13 | GUA1 | 10      | 11      | 8       | 9       | 0    | 38    | Guastatoya         |
| Bombo 2 | 14 | SLV1 | 8       | 4       | 7       | 9       | 7    | 35    | Alianza            |
| Bombo 2 | 15 | CCC1 | 5       | 4       | 8       | 5       | 4    | 26    | Pantoja            |
| Bombo 2 | 16 | LCC1 | 0       | 0       | 0       | 0       | 5    | 5     | Herediano          |

## Resultados
- Los bombos fueron determinados por el nuevo CONCACAF Index Ranking, el cual contabiliza el desempeño de los clubes en las últimas 5 temporadas.
- Los clubes del Bombo 1 fueron sorteados contra los del Bombo 2, siendo anfitriones los del Bombo 1 en el partido de vuelta.
- Puntuación entre paréntesis.
- El sorteo se organizó el 3 de diciembre de 2018.

| Bombo 1                 | Bombo 2            |
| ----------------------- | ------------------ |
| Monterrey (116)         | Independiente (57) |
| Tigres UANL (105)       | Kansas City (56)   |
| Santos Laguna (105)     | Saprissa (54)      |
| Toronto (84)            | Marathón (52)      |
| New York Red Bulls (77) | Guastatoya (38)    |
| Toluca (75)             | Alianza (35)       |
| Houston Dynamo (65)     | Pantoja (26)       |
| Atlanta United (64)     | Herediano (5)      |

### Eliminatorias
|  | Octavos de final                                                       | Octavos de final                                                       | Octavos de final                                                       | Octavos de final                                                       |   |                    | Cuartos de final                                                | Cuartos de final                                                | Cuartos de final                                                | Cuartos de final                                                |  |           | Semifinales                                                    | Semifinales                                                    | Semifinales                                                    | Semifinales                                                    |  |        | Final                                                | Final                                                | Final                                                | Final                                                |  |
|  | 19 al 21 de febrero de 2019 (ida) 26 al 28 de febrero de 2019 (vuelta) | 19 al 21 de febrero de 2019 (ida) 26 al 28 de febrero de 2019 (vuelta) | 19 al 21 de febrero de 2019 (ida) 26 al 28 de febrero de 2019 (vuelta) | 19 al 21 de febrero de 2019 (ida) 26 al 28 de febrero de 2019 (vuelta) |   |                    | 5 y 6 de marzo de 2019 (ida) 12 al 14 de marzo de 2019 (vuelta) | 5 y 6 de marzo de 2019 (ida) 12 al 14 de marzo de 2019 (vuelta) | 5 y 6 de marzo de 2019 (ida) 12 al 14 de marzo de 2019 (vuelta) | 5 y 6 de marzo de 2019 (ida) 12 al 14 de marzo de 2019 (vuelta) |  |           | 3 y 4 de abril de 2019 (ida) 10 y 11 de abril de 2019 (vuelta) | 3 y 4 de abril de 2019 (ida) 10 y 11 de abril de 2019 (vuelta) | 3 y 4 de abril de 2019 (ida) 10 y 11 de abril de 2019 (vuelta) | 3 y 4 de abril de 2019 (ida) 10 y 11 de abril de 2019 (vuelta) |  |        | 23 de abril de 2019 (ida) 1 de mayo de 2019 (vuelta) | 23 de abril de 2019 (ida) 1 de mayo de 2019 (vuelta) | 23 de abril de 2019 (ida) 1 de mayo de 2019 (vuelta) | 23 de abril de 2019 (ida) 1 de mayo de 2019 (vuelta) |  |
|  |                                                                        |                                                                        |                                                                        |                                                                        |   |                    |                                                                 |                                                                 |                                                                 |                                                                 |  |           |                                                                |                                                                |                                                                |                                                                |  |        |                                                      |                                                      |                                                      |                                                      |  |
|  |                                                                        |                                                                        |                                                                        |                                                                        |   |                    |                                                                 |                                                                 |                                                                 |                                                                 |  |           |                                                                |                                                                |                                                                |                                                                |  |        |                                                      |                                                      |                                                      |                                                      |  |
|  | Guastatoya                                                             | 0                                                                      | 1                                                                      | 1                                                                      |   |                    |                                                                 |                                                                 |                                                                 |                                                                 |  |           |                                                                |                                                                |                                                                |                                                                |  |        |                                                      |                                                      |                                                      |                                                      |  |
|  | Guastatoya                                                             | 0                                                                      | 1                                                                      | 1                                                                      |   |                    |                                                                 |                                                                 |                                                                 |                                                                 |  |           |                                                                |                                                                |                                                                |                                                                |  |        |                                                      |                                                      |                                                      |                                                      |  |
|  | Houston Dynamo                                                         | 1                                                                      | 2                                                                      | 3                                                                      |   |                    |                                                                 |                                                                 |                                                                 |                                                                 |  |           |                                                                |                                                                |                                                                |                                                                |  |        |                                                      |                                                      |                                                      |                                                      |  |
|  | Houston Dynamo                                                         | 1                                                                      | 2                                                                      | 3                                                                      |   | Houston Dynamo     | 0                                                               | 0                                                               | 0                                                               |                                                                 |  |           |                                                                |                                                                |                                                                |                                                                |  |        |                                                      |                                                      |                                                      |                                                      |  |
|  |                                                                        |                                                                        |                                                                        |                                                                        |   | Houston Dynamo     | 0                                                               | 0                                                               | 0                                                               |                                                                 |  |           |                                                                |                                                                |                                                                |                                                                |  |        |                                                      |                                                      |                                                      |                                                      |  |
|  |                                                                        |                                                                        | Tigres                                                                 | 2                                                                      | 1 | 3                  |                                                                 |                                                                 |                                                                 |                                                                 |  |           |                                                                |                                                                |                                                                |                                                                |  |        |                                                      |                                                      |                                                      |                                                      |  |
|  | Saprissa                                                               | 1                                                                      | Tigres                                                                 | 2                                                                      | 1 | 3                  | 1                                                               | 2                                                               |                                                                 |                                                                 |  |           |                                                                |                                                                |                                                                |                                                                |  |        |                                                      |                                                      |                                                      |                                                      |  |
|  | Saprissa                                                               | 1                                                                      |                                                                        |                                                                        |   |                    |                                                                 |                                                                 |                                                                 |                                                                 |  |           |                                                                |                                                                |                                                                |                                                                |  |        |                                                      |                                                      |                                                      |                                                      |  |
|  | Tigres                                                                 | 0                                                                      | 5                                                                      | 5                                                                      |   |                    |                                                                 |                                                                 |                                                                 |                                                                 |  |           |                                                                |                                                                |                                                                |                                                                |  |        |                                                      |                                                      |                                                      |                                                      |  |
|  | Tigres                                                                 | 0                                                                      | 5                                                                      | 5                                                                      |   |                    |                                                                 |                                                                 |                                                                 |                                                                 |  | Tigres    | 3                                                              | 2                                                              | 5                                                              |                                                                |  |        |                                                      |                                                      |                                                      |                                                      |  |
|  |                                                                        |                                                                        |                                                                        |                                                                        |   |                    |                                                                 |                                                                 |                                                                 |                                                                 |  | Tigres    | 3                                                              | 2                                                              | 5                                                              |                                                                |  |        |                                                      |                                                      |                                                      |                                                      |  |
|  |                                                                        |                                                                        | Santos Laguna                                                          | 0                                                                      | 3 | 3                  |                                                                 |                                                                 |                                                                 |                                                                 |  |           |                                                                |                                                                |                                                                |                                                                |  |        |                                                      |                                                      |                                                      |                                                      |  |
|  | Pantoja                                                                | 0                                                                      | Santos Laguna                                                          | 0                                                                      | 3 | 3                  | 0                                                               | 0                                                               |                                                                 |                                                                 |  |           |                                                                |                                                                |                                                                |                                                                |  |        |                                                      |                                                      |                                                      |                                                      |  |
|  | Pantoja                                                                | 0                                                                      |                                                                        |                                                                        |   |                    |                                                                 |                                                                 |                                                                 |                                                                 |  |           |                                                                |                                                                |                                                                |                                                                |  |        |                                                      |                                                      |                                                      |                                                      |  |
|  | New York Red Bulls                                                     | 2                                                                      | 3                                                                      | 5                                                                      |   |                    |                                                                 |                                                                 |                                                                 |                                                                 |  |           |                                                                |                                                                |                                                                |                                                                |  |        |                                                      |                                                      |                                                      |                                                      |  |
|  | New York Red Bulls                                                     | 2                                                                      | 3                                                                      | 5                                                                      |   | New York Red Bulls | 0                                                               | 2                                                               | 2                                                               |                                                                 |  |           |                                                                |                                                                |                                                                |                                                                |  |        |                                                      |                                                      |                                                      |                                                      |  |
|  |                                                                        |                                                                        |                                                                        |                                                                        |   | New York Red Bulls | 0                                                               | 2                                                               | 2                                                               |                                                                 |  |           |                                                                |                                                                |                                                                |                                                                |  |        |                                                      |                                                      |                                                      |                                                      |  |
|  |                                                                        |                                                                        | Santos Laguna                                                          | 2                                                                      | 4 | 6                  |                                                                 |                                                                 |                                                                 |                                                                 |  |           |                                                                |                                                                |                                                                |                                                                |  |        |                                                      |                                                      |                                                      |                                                      |  |
|  | Marathón                                                               | 2                                                                      | Santos Laguna                                                          | 2                                                                      | 4 | 6                  | 0                                                               | 2                                                               |                                                                 |                                                                 |  |           |                                                                |                                                                |                                                                |                                                                |  |        |                                                      |                                                      |                                                      |                                                      |  |
|  | Marathón                                                               | 2                                                                      |                                                                        |                                                                        |   |                    |                                                                 |                                                                 |                                                                 |                                                                 |  |           |                                                                |                                                                |                                                                |                                                                |  |        |                                                      |                                                      |                                                      |                                                      |  |
|  | Santos Laguna                                                          | 6                                                                      | 5                                                                      | 11                                                                     |   |                    |                                                                 |                                                                 |                                                                 |                                                                 |  |           |                                                                |                                                                |                                                                |                                                                |  |        |                                                      |                                                      |                                                      |                                                      |  |
|  | Santos Laguna                                                          | 6                                                                      | 5                                                                      | 11                                                                     |   |                    |                                                                 |                                                                 |                                                                 |                                                                 |  |           |                                                                |                                                                |                                                                |                                                                |  | Tigres | 0                                                    | 1                                                    | 1                                                    |                                                      |  |
|  |                                                                        |                                                                        |                                                                        |                                                                        |   |                    |                                                                 |                                                                 |                                                                 |                                                                 |  |           |                                                                |                                                                |                                                                |                                                                |  | Tigres | 0                                                    | 1                                                    | 1                                                    |                                                      |  |
|  |                                                                        |                                                                        | Monterrey                                                              | 1                                                                      | 1 | 2                  |                                                                 |                                                                 |                                                                 |                                                                 |  |           |                                                                |                                                                |                                                                |                                                                |  |        |                                                      |                                                      |                                                      |                                                      |  |
|  | Alianza                                                                | 0                                                                      | Monterrey                                                              | 1                                                                      | 1 | 2                  | 0                                                               | 0                                                               |                                                                 |                                                                 |  |           |                                                                |                                                                |                                                                |                                                                |  |        |                                                      |                                                      |                                                      |                                                      |  |
|  | Alianza                                                                | 0                                                                      |                                                                        |                                                                        |   |                    |                                                                 |                                                                 |                                                                 |                                                                 |  |           |                                                                |                                                                |                                                                |                                                                |  |        |                                                      |                                                      |                                                      |                                                      |  |
|  | Monterrey                                                              | 0                                                                      | 1                                                                      | 1                                                                      |   |                    |                                                                 |                                                                 |                                                                 |                                                                 |  |           |                                                                |                                                                |                                                                |                                                                |  |        |                                                      |                                                      |                                                      |                                                      |  |
|  | Monterrey                                                              | 0                                                                      | 1                                                                      | 1                                                                      |   | Monterrey          | 3                                                               | 0                                                               | 3                                                               |                                                                 |  |           |                                                                |                                                                |                                                                |                                                                |  |        |                                                      |                                                      |                                                      |                                                      |  |
|  |                                                                        |                                                                        |                                                                        |                                                                        |   | Monterrey          | 3                                                               | 0                                                               | 3                                                               |                                                                 |  |           |                                                                |                                                                |                                                                |                                                                |  |        |                                                      |                                                      |                                                      |                                                      |  |
|  |                                                                        |                                                                        | Atlanta United                                                         | 0                                                                      | 1 | 1                  |                                                                 |                                                                 |                                                                 |                                                                 |  |           |                                                                |                                                                |                                                                |                                                                |  |        |                                                      |                                                      |                                                      |                                                      |  |
|  | Herediano                                                              | 3                                                                      | Atlanta United                                                         | 0                                                                      | 1 | 1                  | 0                                                               | 3                                                               |                                                                 |                                                                 |  |           |                                                                |                                                                |                                                                |                                                                |  |        |                                                      |                                                      |                                                      |                                                      |  |
|  | Herediano                                                              | 3                                                                      |                                                                        |                                                                        |   |                    |                                                                 |                                                                 |                                                                 |                                                                 |  |           |                                                                |                                                                |                                                                |                                                                |  |        |                                                      |                                                      |                                                      |                                                      |  |
|  | Atlanta United                                                         | 1                                                                      | 4                                                                      | 5                                                                      |   |                    |                                                                 |                                                                 |                                                                 |                                                                 |  |           |                                                                |                                                                |                                                                |                                                                |  |        |                                                      |                                                      |                                                      |                                                      |  |
|  | Atlanta United                                                         | 1                                                                      | 4                                                                      | 5                                                                      |   |                    |                                                                 |                                                                 |                                                                 |                                                                 |  | Monterrey | 5                                                              | 5                                                              | 10                                                             |                                                                |  |        |                                                      |                                                      |                                                      |                                                      |  |
|  |                                                                        |                                                                        |                                                                        |                                                                        |   |                    |                                                                 |                                                                 |                                                                 |                                                                 |  | Monterrey | 5                                                              | 5                                                              | 10                                                             |                                                                |  |        |                                                      |                                                      |                                                      |                                                      |  |
|  |                                                                        |                                                                        | Sporting Kansas City                                                   | 0                                                                      | 2 | 2                  |                                                                 |                                                                 |                                                                 |                                                                 |  |           |                                                                |                                                                |                                                                |                                                                |  |        |                                                      |                                                      |                                                      |                                                      |  |
|  | Independiente                                                          | 4                                                                      | Sporting Kansas City                                                   | 0                                                                      | 2 | 2                  | 1                                                               | 5                                                               |                                                                 |                                                                 |  |           |                                                                |                                                                |                                                                |                                                                |  |        |                                                      |                                                      |                                                      |                                                      |  |
|  | Independiente                                                          | 4                                                                      |                                                                        |                                                                        |   |                    |                                                                 |                                                                 |                                                                 |                                                                 |  |           |                                                                |                                                                |                                                                |                                                                |  |        |                                                      |                                                      |                                                      |                                                      |  |
|  | Toronto                                                                | 0                                                                      | 1                                                                      | 1                                                                      |   |                    |                                                                 |                                                                 |                                                                 |                                                                 |  |           |                                                                |                                                                |                                                                |                                                                |  |        |                                                      |                                                      |                                                      |                                                      |  |
|  | Toronto                                                                | 0                                                                      | 1                                                                      | 1                                                                      |   | Independiente      | 2                                                               | 0                                                               | 2                                                               |                                                                 |  |           |                                                                |                                                                |                                                                |                                                                |  |        |                                                      |                                                      |                                                      |                                                      |  |
|  |                                                                        |                                                                        |                                                                        |                                                                        |   | Independiente      | 2                                                               | 0                                                               | 2                                                               |                                                                 |  |           |                                                                |                                                                |                                                                |                                                                |  |        |                                                      |                                                      |                                                      |                                                      |  |
|  |                                                                        |                                                                        | Sporting Kansas City                                                   | 1                                                                      | 3 | 4                  |                                                                 |                                                                 |                                                                 |                                                                 |  |           |                                                                |                                                                |                                                                |                                                                |  |        |                                                      |                                                      |                                                      |                                                      |  |
|  | Sporting Kansas City                                                   | 3                                                                      | Sporting Kansas City                                                   | 1                                                                      | 3 | 4                  | 2                                                               | 5                                                               |                                                                 |                                                                 |  |           |                                                                |                                                                |                                                                |                                                                |  |        |                                                      |                                                      |                                                      |                                                      |  |
|  | Sporting Kansas City                                                   | 3                                                                      |                                                                        |                                                                        |   |                    |                                                                 |                                                                 |                                                                 |                                                                 |  |           |                                                                |                                                                |                                                                |                                                                |  |        |                                                      |                                                      |                                                      |                                                      |  |
|  | Toluca                                                                 | 0                                                                      | 0                                                                      | 0                                                                      |   |                    |                                                                 |                                                                 |                                                                 |                                                                 |  |           |                                                                |                                                                |                                                                |                                                                |  |        |                                                      |                                                      |                                                      |                                                      |  |
|  | Toluca                                                                 | 0                                                                      | 0                                                                      | 0                                                                      |   |                    |                                                                 |                                                                 |                                                                 |                                                                 |  |           |                                                                |                                                                |                                                                |                                                                |  |        |                                                      |                                                      |                                                      |                                                      |  |
|  |                                                                        |                                                                        |                                                                        |                                                                        |   |                    |                                                                 |                                                                 |                                                                 |                                                                 |  |           |                                                                |                                                                |                                                                |                                                                |  |        |                                                      |                                                      |                                                      |                                                      |  |

### Octavos de final
El sorteo de los octavos de final tuvo lugar el 17 de diciembre de 2018. La ida se disputó el 19, 20 y 21 de febrero de 2019, mientras que la vuelta se disputó el 26, 27 y 28 de febrero.
| Equipo 1         | Agr. | Equipo 2           | Ida | Vuelta |
| ---------------- | ---- | ------------------ | --- | ------ |
| Marathón         | 2–11 | Santos Laguna      | 2–6 | 0–5    |
| Atlético Pantoja | 0–5  | New York Red Bulls | 0–2 | 0–3    |
| Saprissa         | 2–5  | Tigres UANL        | 1–0 | 1–5    |
| Guastatoya       | 1–3  | Houston Dynamo     | 0–1 | 1–2    |
| Kansas City      | 5–0  | Toluca             | 3–0 | 2–0    |
| Independiente    | 5–1  | Toronto            | 4–0 | 1–1    |
| Herediano        | 3–5  | Atlanta United     | 3–1 | 0–4    |
| Alianza          | 0–1  | Monterrey          | 0–0 | 0–1    |

### Cuartos de final
Los partidos de ida se jugaron los días 5 y 6 de marzo, mientras que los partidos de vuelta los días 12, 13 y 14 de marzo.
| Equipo 1           | Agr. | Equipo 2       | Ida | Vuelta |
| ------------------ | ---- | -------------- | --- | ------ |
| New York Red Bulls | 2–6  | Santos Laguna  | 0–2 | 2–4    |
| Houston Dynamo     | 0–3  | Tigres UANL    | 0–2 | 0–1    |
| Independiente      | 2–4  | Kansas City    | 2–1 | 0–3    |
| Monterrey          | 3–1  | Atlanta United | 3–0 | 0–1    |

### Semifinales
Los partidos de ida se jugaron los días 3 y 4 de abril y los de vuelta los días 10 y 11 de abril.
| Equipo 1    | Agr. | Equipo 2      | Ida | Vuelta |
| ----------- | ---- | ------------- | --- | ------ |
| Tigres UANL | 5–3  | Santos Laguna | 3–0 | 2–3    |
| Monterrey   | 10–2 | Kansas City   | 5–0 | 5–2    |

### Final

#### Final - Ida
| 1     | Guardameta     | Nahuel Guzmán    |     |
| 3     | Defensa        | Carlos Salcedo   |     |
| 4     | Defensa        | Hugo Ayala       |     |
| 21    | Defensa        | Francisco Meza   |     |
| 29    | Defensa        | Jesús Dueñas     |     |
| 20    | Centrocampista | Javier Aquino    | 59' |
| 19    | Centrocampista | Guido Pizarro    |     |
| 5     | Centrocampista | Rafael Carioca   |     |
| 26    | Centrocampista | Luis Quiñones    |     |
| 9     | Delantero      | Eduardo Vargas   | 60' |
| 13    | Delantero      | Enner Valencia   |     |
| D. T. | D. T.          | Ricardo Ferretti |     |

| 1     | Guardameta     | Marcelo Barovero   |     |
| 17    | Defensa        | Jesús Gallardo     |     |
| 33    | Defensa        | Stefan Medina      |     |
| 4     | Defensa        | Nicolás Sánchez    |     |
| 21    | Defensa        | Miguel Layún       |     |
| 29    | Centrocampista | Carlos Rodríguez   | 89' |
| 16    | Centrocampista | Celso Ortiz        |     |
| 18    | Centrocampista | Avilés Hurtado     | 72' |
| 20    | Centrocampista | Rodolfo Pizarro    |     |
| 8     | Delantero      | Dorlan Pabón       | 88' |
| 7     | Delantero      | Rogelio Funes Mori |     |
| D. T. | D. T.          | Diego Alonso       |     |

| 25 | Delantero | Jürgen Damm         | 59' |
| 10 | Delantero | André-Pierre Gignac | 60' |

| 32 | Centrocampista | Maximiliano Meza | 72' |
| 11 | Defensa        | Leonel Vangioni  | 88' |
| 35 | Centrocampista | Eric Cantú       | 89' |

| 43' | Nicolás Sánchez | 0:1 |

| 20' | Hugo Ayala |

| 14' · 33' · 58' · 90' | Nicolás Sánchez Avilés Hurtado Celso Ortiz Jesús Gallardo |

| Principal  | John Pittí         |
| Asistentes | Christian Ramirez  |
|            | Alejandro Camarena |
| Cuarto     | Héctor Martínez    |

|                    |     |     |
| Tiros              | 13  | 9   |
| Tiros a puerta     | 4   | 5   |
| Faltas             | 16  | 20  |
| Saques de esquina  | 5   | 6   |
| Penaltis           | 0   | 0   |
| Fueras de juego    | 6   | 0   |
| Posesión del balón | 73% | 27% |

| Alineación inicial |

| 1     | Guardameta     | Nahuel Guzmán    |     |
| 3     | Defensa        | Carlos Salcedo   |     |
| 4     | Defensa        | Hugo Ayala       |     |
| 21    | Defensa        | Francisco Meza   |     |
| 29    | Defensa        | Jesús Dueñas     |     |
| 20    | Centrocampista | Javier Aquino    | 59' |
| 19    | Centrocampista | Guido Pizarro    |     |
| 5     | Centrocampista | Rafael Carioca   |     |
| 26    | Centrocampista | Luis Quiñones    |     |
| 9     | Delantero      | Eduardo Vargas   | 60' |
| 13    | Delantero      | Enner Valencia   |     |
| D. T. | D. T.          | Ricardo Ferretti |     |

| 1     | Guardameta     | Marcelo Barovero   |     |
| 17    | Defensa        | Jesús Gallardo     |     |
| 33    | Defensa        | Stefan Medina      |     |
| 4     | Defensa        | Nicolás Sánchez    |     |
| 21    | Defensa        | Miguel Layún       |     |
| 29    | Centrocampista | Carlos Rodríguez   | 89' |
| 16    | Centrocampista | Celso Ortiz        |     |
| 18    | Centrocampista | Avilés Hurtado     | 72' |
| 20    | Centrocampista | Rodolfo Pizarro    |     |
| 8     | Delantero      | Dorlan Pabón       | 88' |
| 7     | Delantero      | Rogelio Funes Mori |     |
| D. T. | D. T.          | Diego Alonso       |     |

| 25 | Delantero | Jürgen Damm         | 59' |
| 10 | Delantero | André-Pierre Gignac | 60' |

| 32 | Centrocampista | Maximiliano Meza | 72' |
| 11 | Defensa        | Leonel Vangioni  | 88' |
| 35 | Centrocampista | Eric Cantú       | 89' |

| 43' | Nicolás Sánchez | 0:1 |

| 20' | Hugo Ayala |

| 14' · 33' · 58' · 90' | Nicolás Sánchez Avilés Hurtado Celso Ortiz Jesús Gallardo |

| Principal  | John Pittí         |
| Asistentes | Christian Ramirez  |
|            | Alejandro Camarena |
| Cuarto     | Héctor Martínez    |

|                    |     |     |
| Tiros              | 13  | 9   |
| Tiros a puerta     | 4   | 5   |
| Faltas             | 16  | 20  |
| Saques de esquina  | 5   | 6   |
| Penaltis           | 0   | 0   |
| Fueras de juego    | 6   | 0   |
| Posesión del balón | 73% | 27% |

| Alineación inicial |

| 1     | Guardameta     | Nahuel Guzmán    |     |
| 3     | Defensa        | Carlos Salcedo   |     |
| 4     | Defensa        | Hugo Ayala       |     |
| 21    | Defensa        | Francisco Meza   |     |
| 29    | Defensa        | Jesús Dueñas     |     |
| 20    | Centrocampista | Javier Aquino    | 59' |
| 19    | Centrocampista | Guido Pizarro    |     |
| 5     | Centrocampista | Rafael Carioca   |     |
| 26    | Centrocampista | Luis Quiñones    |     |
| 9     | Delantero      | Eduardo Vargas   | 60' |
| 13    | Delantero      | Enner Valencia   |     |
| D. T. | D. T.          | Ricardo Ferretti |     |

| 1     | Guardameta     | Marcelo Barovero   |     |
| 17    | Defensa        | Jesús Gallardo     |     |
| 33    | Defensa        | Stefan Medina      |     |
| 4     | Defensa        | Nicolás Sánchez    |     |
| 21    | Defensa        | Miguel Layún       |     |
| 29    | Centrocampista | Carlos Rodríguez   | 89' |
| 16    | Centrocampista | Celso Ortiz        |     |
| 18    | Centrocampista | Avilés Hurtado     | 72' |
| 20    | Centrocampista | Rodolfo Pizarro    |     |
| 8     | Delantero      | Dorlan Pabón       | 88' |
| 7     | Delantero      | Rogelio Funes Mori |     |
| D. T. | D. T.          | Diego Alonso       |     |

| 25 | Delantero | Jürgen Damm         | 59' |
| 10 | Delantero | André-Pierre Gignac | 60' |

| 32 | Centrocampista | Maximiliano Meza | 72' |
| 11 | Defensa        | Leonel Vangioni  | 88' |
| 35 | Centrocampista | Eric Cantú       | 89' |

| 43' | Nicolás Sánchez | 0:1 |

| 20' | Hugo Ayala |

| 14' · 33' · 58' · 90' | Nicolás Sánchez Avilés Hurtado Celso Ortiz Jesús Gallardo |

| Principal  | John Pittí         |
| Asistentes | Christian Ramirez  |
|            | Alejandro Camarena |
| Cuarto     | Héctor Martínez    |

|                    |     |     |
| Tiros              | 13  | 9   |
| Tiros a puerta     | 4   | 5   |
| Faltas             | 16  | 20  |
| Saques de esquina  | 5   | 6   |
| Penaltis           | 0   | 0   |
| Fueras de juego    | 6   | 0   |
| Posesión del balón | 73% | 27% |

| Alineación inicial |

| 1     | Guardameta     | Nahuel Guzmán    |     |
| 3     | Defensa        | Carlos Salcedo   |     |
| 4     | Defensa        | Hugo Ayala       |     |
| 21    | Defensa        | Francisco Meza   |     |
| 29    | Defensa        | Jesús Dueñas     |     |
| 20    | Centrocampista | Javier Aquino    | 59' |
| 19    | Centrocampista | Guido Pizarro    |     |
| 5     | Centrocampista | Rafael Carioca   |     |
| 26    | Centrocampista | Luis Quiñones    |     |
| 9     | Delantero      | Eduardo Vargas   | 60' |
| 13    | Delantero      | Enner Valencia   |     |
| D. T. | D. T.          | Ricardo Ferretti |     |

| 1     | Guardameta     | Marcelo Barovero   |     |
| 17    | Defensa        | Jesús Gallardo     |     |
| 33    | Defensa        | Stefan Medina      |     |
| 4     | Defensa        | Nicolás Sánchez    |     |
| 21    | Defensa        | Miguel Layún       |     |
| 29    | Centrocampista | Carlos Rodríguez   | 89' |
| 16    | Centrocampista | Celso Ortiz        |     |
| 18    | Centrocampista | Avilés Hurtado     | 72' |
| 20    | Centrocampista | Rodolfo Pizarro    |     |
| 8     | Delantero      | Dorlan Pabón       | 88' |
| 7     | Delantero      | Rogelio Funes Mori |     |
| D. T. | D. T.          | Diego Alonso       |     |

| 25 | Delantero | Jürgen Damm         | 59' |
| 10 | Delantero | André-Pierre Gignac | 60' |

| 32 | Centrocampista | Maximiliano Meza | 72' |
| 11 | Defensa        | Leonel Vangioni  | 88' |
| 35 | Centrocampista | Eric Cantú       | 89' |

| 43' | Nicolás Sánchez | 0:1 |

| 20' | Hugo Ayala |

| 14' · 33' · 58' · 90' | Nicolás Sánchez Avilés Hurtado Celso Ortiz Jesús Gallardo |

| Principal  | John Pittí         |
| Asistentes | Christian Ramirez  |
|            | Alejandro Camarena |
| Cuarto     | Héctor Martínez    |

|                    |     |     |
| Tiros              | 13  | 9   |
| Tiros a puerta     | 4   | 5   |
| Faltas             | 16  | 20  |
| Saques de esquina  | 5   | 6   |
| Penaltis           | 0   | 0   |
| Fueras de juego    | 6   | 0   |
| Posesión del balón | 73% | 27% |

| Alineación inicial |

#### Final - Vuelta
| 1     | Guardameta     | Marcelo Barovero   |     |
| 21    | Defensa        | Miguel Layun       |     |
| 33    | Defensa        | Stefan Medina      |     |
| 4     | Defensa        | Nicolás Sánchez    |     |
| 17    | Defensa        | Jesús Gallardo     |     |
| 29    | Centrocampista | Carlos Rodríguez   | 77' |
| 16    | Centrocampista | Celso Ortiz        |     |
| 18    | Centrocampista | Avilés Hurtado     | 61' |
| 20    | Centrocampista | Rodolfo Pizarro    |     |
| 8     | Delantero      | Dorlan Pabón       | 83' |
| 7     | Delantero      | Rogelio Funes Mori |     |
| D. T. | D. T.          | Diego Alonso       |     |

| 1     | Guardameta     | Nahuel Guzmán    |     |
| 28    | Defensa        | Luis Rodríguez   |     |
| 4     | Defensa        | Hugo Ayala       | 72' |
| 3     | Defensa        | Carlos Salcedo   |     |
| 29    | Defensa        | Jesús Dueñas     |     |
| 19    | Centrocampista | Guido Pizarro    |     |
| 5     | Centrocampista | Rafael Carioca   |     |
| 26    | Centrocampista | Luis Quiñones    |     |
| 25    | Centrocampista | Jürgen Damm      | 46' |
| 9     | Delantero      | Eduardo Vargas   | 46' |
| 13    | Delantero      | Enner Valencia   |     |
| D. T. | D. T.          | Ricardo Ferretti |     |

| 3  | Defensa        | César Montes      | 61' |
| 25 | Centrocampista | Jonathan González | 77' |
| 32 | Centrocampista | Maximiliano Meza  | 83' |

| 20 | Centrocampista | Javier Aquino       | 46' |
| 10 | Delantero      | André-Pierre Gignac | 46' |
| 8  | Centrocampista | Lucas Zelarayán     | 72' |

| 25' | Nicolás Sánchez | 1:0 |

| 85' | André-Pierre Gignac | 1:1 |

| 43' · 48' · 90' | Miguel Layun Stefan Medina César Montes |

| 42' · 45+1' · 90+3' | Rafael Carioca Luis Quiñones Carlos Salcedo |

| Principal  | Jair Marrufo       |
| Asistentes | Corey Rockwell     |
|            | Frank Anderson     |
| Cuarto     | Malcolm Villarreal |

|                    |     |     |
| Tiros              | 7   | 9   |
| Tiros a puerta     | 3   | 2   |
| Faltas             | 15  | 14  |
| Saques de esquina  | 6   | 8   |
| Penaltis           | 1   | 0   |
| Fueras de juego    | 1   | 1   |
| Posesión del balón | 32% | 68% |

| Alineación inicial |

| 1     | Guardameta     | Marcelo Barovero   |     |
| 21    | Defensa        | Miguel Layun       |     |
| 33    | Defensa        | Stefan Medina      |     |
| 4     | Defensa        | Nicolás Sánchez    |     |
| 17    | Defensa        | Jesús Gallardo     |     |
| 29    | Centrocampista | Carlos Rodríguez   | 77' |
| 16    | Centrocampista | Celso Ortiz        |     |
| 18    | Centrocampista | Avilés Hurtado     | 61' |
| 20    | Centrocampista | Rodolfo Pizarro    |     |
| 8     | Delantero      | Dorlan Pabón       | 83' |
| 7     | Delantero      | Rogelio Funes Mori |     |
| D. T. | D. T.          | Diego Alonso       |     |

| 1     | Guardameta     | Nahuel Guzmán    |     |
| 28    | Defensa        | Luis Rodríguez   |     |
| 4     | Defensa        | Hugo Ayala       | 72' |
| 3     | Defensa        | Carlos Salcedo   |     |
| 29    | Defensa        | Jesús Dueñas     |     |
| 19    | Centrocampista | Guido Pizarro    |     |
| 5     | Centrocampista | Rafael Carioca   |     |
| 26    | Centrocampista | Luis Quiñones    |     |
| 25    | Centrocampista | Jürgen Damm      | 46' |
| 9     | Delantero      | Eduardo Vargas   | 46' |
| 13    | Delantero      | Enner Valencia   |     |
| D. T. | D. T.          | Ricardo Ferretti |     |

| 3  | Defensa        | César Montes      | 61' |
| 25 | Centrocampista | Jonathan González | 77' |
| 32 | Centrocampista | Maximiliano Meza  | 83' |

| 20 | Centrocampista | Javier Aquino       | 46' |
| 10 | Delantero      | André-Pierre Gignac | 46' |
| 8  | Centrocampista | Lucas Zelarayán     | 72' |

| 25' | Nicolás Sánchez | 1:0 |

| 85' | André-Pierre Gignac | 1:1 |

| 43' · 48' · 90' | Miguel Layun Stefan Medina César Montes |

| 42' · 45+1' · 90+3' | Rafael Carioca Luis Quiñones Carlos Salcedo |

| Principal  | Jair Marrufo       |
| Asistentes | Corey Rockwell     |
|            | Frank Anderson     |
| Cuarto     | Malcolm Villarreal |

|                    |     |     |
| Tiros              | 7   | 9   |
| Tiros a puerta     | 3   | 2   |
| Faltas             | 15  | 14  |
| Saques de esquina  | 6   | 8   |
| Penaltis           | 1   | 0   |
| Fueras de juego    | 1   | 1   |
| Posesión del balón | 32% | 68% |

| Alineación inicial |

| 1     | Guardameta     | Marcelo Barovero   |     |
| 21    | Defensa        | Miguel Layun       |     |
| 33    | Defensa        | Stefan Medina      |     |
| 4     | Defensa        | Nicolás Sánchez    |     |
| 17    | Defensa        | Jesús Gallardo     |     |
| 29    | Centrocampista | Carlos Rodríguez   | 77' |
| 16    | Centrocampista | Celso Ortiz        |     |
| 18    | Centrocampista | Avilés Hurtado     | 61' |
| 20    | Centrocampista | Rodolfo Pizarro    |     |
| 8     | Delantero      | Dorlan Pabón       | 83' |
| 7     | Delantero      | Rogelio Funes Mori |     |
| D. T. | D. T.          | Diego Alonso       |     |

| 1     | Guardameta     | Nahuel Guzmán    |     |
| 28    | Defensa        | Luis Rodríguez   |     |
| 4     | Defensa        | Hugo Ayala       | 72' |
| 3     | Defensa        | Carlos Salcedo   |     |
| 29    | Defensa        | Jesús Dueñas     |     |
| 19    | Centrocampista | Guido Pizarro    |     |
| 5     | Centrocampista | Rafael Carioca   |     |
| 26    | Centrocampista | Luis Quiñones    |     |
| 25    | Centrocampista | Jürgen Damm      | 46' |
| 9     | Delantero      | Eduardo Vargas   | 46' |
| 13    | Delantero      | Enner Valencia   |     |
| D. T. | D. T.          | Ricardo Ferretti |     |

| 3  | Defensa        | César Montes      | 61' |
| 25 | Centrocampista | Jonathan González | 77' |
| 32 | Centrocampista | Maximiliano Meza  | 83' |

| 20 | Centrocampista | Javier Aquino       | 46' |
| 10 | Delantero      | André-Pierre Gignac | 46' |
| 8  | Centrocampista | Lucas Zelarayán     | 72' |

| 25' | Nicolás Sánchez | 1:0 |

| 85' | André-Pierre Gignac | 1:1 |

| 43' · 48' · 90' | Miguel Layun Stefan Medina César Montes |

| 42' · 45+1' · 90+3' | Rafael Carioca Luis Quiñones Carlos Salcedo |

| Principal  | Jair Marrufo       |
| Asistentes | Corey Rockwell     |
|            | Frank Anderson     |
| Cuarto     | Malcolm Villarreal |

|                    |     |     |
| Tiros              | 7   | 9   |
| Tiros a puerta     | 3   | 2   |
| Faltas             | 15  | 14  |
| Saques de esquina  | 6   | 8   |
| Penaltis           | 1   | 0   |
| Fueras de juego    | 1   | 1   |
| Posesión del balón | 32% | 68% |

| Alineación inicial |

| 1     | Guardameta     | Marcelo Barovero   |     |
| 21    | Defensa        | Miguel Layun       |     |
| 33    | Defensa        | Stefan Medina      |     |
| 4     | Defensa        | Nicolás Sánchez    |     |
| 17    | Defensa        | Jesús Gallardo     |     |
| 29    | Centrocampista | Carlos Rodríguez   | 77' |
| 16    | Centrocampista | Celso Ortiz        |     |
| 18    | Centrocampista | Avilés Hurtado     | 61' |
| 20    | Centrocampista | Rodolfo Pizarro    |     |
| 8     | Delantero      | Dorlan Pabón       | 83' |
| 7     | Delantero      | Rogelio Funes Mori |     |
| D. T. | D. T.          | Diego Alonso       |     |

| 1     | Guardameta     | Nahuel Guzmán    |     |
| 28    | Defensa        | Luis Rodríguez   |     |
| 4     | Defensa        | Hugo Ayala       | 72' |
| 3     | Defensa        | Carlos Salcedo   |     |
| 29    | Defensa        | Jesús Dueñas     |     |
| 19    | Centrocampista | Guido Pizarro    |     |
| 5     | Centrocampista | Rafael Carioca   |     |
| 26    | Centrocampista | Luis Quiñones    |     |
| 25    | Centrocampista | Jürgen Damm      | 46' |
| 9     | Delantero      | Eduardo Vargas   | 46' |
| 13    | Delantero      | Enner Valencia   |     |
| D. T. | D. T.          | Ricardo Ferretti |     |

| 3  | Defensa        | César Montes      | 61' |
| 25 | Centrocampista | Jonathan González | 77' |
| 32 | Centrocampista | Maximiliano Meza  | 83' |

| 20 | Centrocampista | Javier Aquino       | 46' |
| 10 | Delantero      | André-Pierre Gignac | 46' |
| 8  | Centrocampista | Lucas Zelarayán     | 72' |

| 25' | Nicolás Sánchez | 1:0 |

| 85' | André-Pierre Gignac | 1:1 |

| 43' · 48' · 90' | Miguel Layun Stefan Medina César Montes |

| 42' · 45+1' · 90+3' | Rafael Carioca Luis Quiñones Carlos Salcedo |

| Principal  | Jair Marrufo       |
| Asistentes | Corey Rockwell     |
|            | Frank Anderson     |
| Cuarto     | Malcolm Villarreal |

|                    |     |     |
| Tiros              | 7   | 9   |
| Tiros a puerta     | 3   | 2   |
| Faltas             | 15  | 14  |
| Saques de esquina  | 6   | 8   |
| Penaltis           | 1   | 0   |
| Fueras de juego    | 1   | 1   |
| Posesión del balón | 32% | 68% |

| Alineación inicial |

|            |
| Campeón    |
| Monterrey  |
| 4.° título |

## Estadísticas

### Clasificación general
| Club | Club                   | Pts. | PJ | PG | PE | PP | GF | GC | Dif. | Rend.  |
| ---- | ---------------------- | ---- | -- | -- | -- | -- | -- | -- | ---- | ------ |
| 1    | Monterrey              | 17   | 8  | 5  | 2  | 1  | 16 | 4  | 12   | 70.83% |
| 2    | Tigres                 | 13   | 8  | 4  | 1  | 3  | 14 | 7  | 7    | 54.17% |
| 3    | Santos Laguna          | 15   | 6  | 5  | 0  | 1  | 20 | 9  | 11   | 83.33% |
| 4    | Sporting Kansas City   | 9    | 6  | 3  | 0  | 3  | 11 | 12 | -1   | 50%    |
| 5    | Atlético Independiente | 7    | 4  | 2  | 1  | 1  | 7  | 5  | 2    | 58.33% |
| 6    | New York Red Bulls     | 6    | 4  | 2  | 0  | 2  | 7  | 6  | 1    | 50%    |
| 7    | Atlanta United         | 6    | 4  | 2  | 0  | 2  | 6  | 6  | 0    | 50%    |
| 8    | Houston Dynamo         | 6    | 4  | 2  | 0  | 2  | 3  | 4  | -1   | 50%    |
| 9    | Herediano              | 3    | 2  | 1  | 0  | 1  | 3  | 5  | -2   | 50%    |
| 10   | Deportivo Saprissa     | 3    | 2  | 1  | 0  | 1  | 2  | 5  | -3   | 50%    |
| 11   | Alianza                | 1    | 2  | 0  | 1  | 1  | 0  | 1  | -1   | 16.67% |
| 12   | Toronto                | 1    | 2  | 0  | 1  | 1  | 1  | 5  | -4   | 16.67% |
| 13   | Deportivo Guastatoya   | 0    | 2  | 0  | 0  | 2  | 1  | 3  | -2   | 0%     |
| 14   | Atlético Pantoja       | 0    | 2  | 0  | 0  | 2  | 0  | 5  | -5   | 0%     |
| 15   | Toluca                 | 0    | 2  | 0  | 0  | 2  | 0  | 5  | -5   | 0%     |
| 16   | Marathón               | 0    | 2  | 0  | 0  | 2  | 2  | 11 | -9   | 0%     |

### Tabla de goleadores
| \| Pos. \| Jugador \| Goles \| Part. (Min.) \| Prom. \| \| Club \| \| ---- \| ---------------- \| ----- \| ------------ \| ----- \| \| ------------- \| \| 1 \| Enner Valencia \| 7 \| 8 (697') \| 0.88 \| \| Tigres UANL \| \| 2 \| Julio Furch \| 5 \| 6 (477') \| 0.83 \| \| Santos Laguna \| \| = \| Nicolás Sánchez \| 5 \| 8 (630') \| 0.63 \| \| Monterrey \| \| 4 \| Krisztián Németh \| 4 \| 6 (414') \| 0.67 \| \| Kansas City \| \| = \| Gerso Fernandes \| 4 \| 6 (448') \| 0.67 \| \| Kansas City \| Actualizado a 1 de mayo de 2019. |                  |       |              |       |  |               |
| Pos. | Jugador          | Goles | Part. (Min.) | Prom. |  | Club          |
| 1 | Enner Valencia   | 7     | 8 (697')     | 0.88  |  | Tigres UANL   |
| 2 | Julio Furch      | 5     | 6 (477')     | 0.83  |  | Santos Laguna |
| = | Nicolás Sánchez  | 5     | 8 (630')     | 0.63  |  | Monterrey     |
| 4 | Krisztián Németh | 4     | 6 (414')     | 0.67  |  | Kansas City   |
| = | Gerso Fernandes  | 4     | 6 (448')     | 0.67  |  | Kansas City   |

### Tabla de asistentes
| \| Pos. \| Jugador \| Asist. \| Part. (Min.) \| Prom. \| Club \| \| ---- \| ---------------- \| ------ \| ------------ \| ----- \| ------------------ \| \| 1 \| Déinner Quiñones \| 2 \| 4 (144') \| 0.5 \| Santos Laguna \| \| = \| Marlos Moreno \| 2 \| 4 (239') \| 0.5 \| Santos Laguna \| \| = \| Gerso Fernandes \| 2 \| 4 (258') \| 0.5 \| Kansas City \| \| = \| Ezequiel Barco \| 2 \| 4 (315') \| 0.5 \| Atlanta United \| \| = \| Daniel Royer \| 2 \| 4 (347') \| 0.5 \| New York Red Bulls \| Actualizado a 1 de mayo de 2019. |                  |        |              |       |                    |
| Pos. | Jugador          | Asist. | Part. (Min.) | Prom. | Club               |
| 1 | Déinner Quiñones | 2      | 4 (144')     | 0.5   | Santos Laguna      |
| = | Marlos Moreno    | 2      | 4 (239')     | 0.5   | Santos Laguna      |
| = | Gerso Fernandes  | 2      | 4 (258')     | 0.5   | Kansas City        |
| = | Ezequiel Barco   | 2      | 4 (315')     | 0.5   | Atlanta United     |
| = | Daniel Royer     | 2      | 4 (347')     | 0.5   | New York Red Bulls |

### Jugadores con tres o más goles en un partido
| Pos. | Jugador        | Goles | Fecha                 | Local       |                     | Resultado |                       | Visitante     | Reporte                                                                 |
| ---- | -------------- | ----- | --------------------- | ----------- | ------------------- | --------- | --------------------- | ------------- | ----------------------------------------------------------------------- |
| 1    | Javier Correa  | 3     | 20 de febrero de 2019 | Marathón    | Bandera de Honduras | 2 - 6     | Bandera de México     | Santos Laguna | Octavos de final Archivado el 21 de febrero de 2019 en Wayback Machine. |
| 2    | Enner Valencia | 3     | 26 de febrero de 2019 | Tigres UANL | Bandera de México   | 5 - 1     | Bandera de Costa Rica | Saprissa      | Octavos de final Archivado el 21 de febrero de 2019 en Wayback Machine. |

## Premios y reconocimientos
| Premio                 | Jugador           | Club                 |
| ---------------------- | ----------------- | -------------------- |
| Balón de Oro           | Nicolás Sánchez   | Monterrey            |
| Bota de Oro            | Enner Valencia    | Tigres               |
| Guante de Oro          | Marcelo Barovero  | Monterrey            |
| Mejor Jugador Joven    | Jonathan González | Monterrey            |
| Premio al Juego Limpio | —                 | Sporting Kansas City |

| Posición                              | Jugador          | Club          |
| ------------------------------------- | ---------------- | ------------- |
| POR                                   | Marcelo Barovero | Monterrey     |
| DEF                                   | Miguel Layún     | Monterrey     |
| DEF                                   | Nicolás Sánchez  | Monterrey     |
| DEF                                   | Carlos Salcedo   | Tigres        |
| DEF                                   | Jesús Dueñas     | Tigres        |
| MED                                   | Jesús Gallardo   | Monterrey     |
| MED                                   | Rafael Carioca   | Tigres        |
| MED                                   | Carlos Rodríguez | Monterrey     |
| MED                                   | Luis Quiñones    | Tigres        |
| DEL                                   | Enner Valencia   | Tigres        |
| DEL                                   | Julio Furch      | Santos Laguna |
| Entrenador: Diego Alonso ( Monterrey) |                  |               |